# Aek Uncim
Aek Uncim is een bestuurslaag in het regentschap Tapanuli Selatan van de provincie Noord-Sumatra, Indonesië. Aek Uncim telt 615 inwoners (volkstelling 2010).